# ناصر الشثري
ناصر بن عبد العزيز بن محمد الشثري؛ (1928 - 11 يونيو 2021) الملقب بـ مستشار الملوك.

## اسمه ونسبه
ناصر بن عبد العزيز بن محمد بن عبد العزيز بن إبراهيم بن حمد بن محمد بن حمد بن محمد بن مفلح بن فهد بن غانم بن محمد بن سيف بن حماد بن محمد بن رشيد بن مؤمل بن محمد بن شثر بن محمد بن مؤمل من بني زياد من عامر بن صعصعة بن معاوية بن بكر بن هوازن بن منصور بن عكرمة بن خصفة بن قيس عيلان بن مضر بن نزار بن معد بن عدنان.

## مولده ونشأته
من بلدة أبيه وأجداده محافظة حوطة بني تميم، انتقل والده قاضياً على بلدة الرين وسط نجد حيث ولد ناصر بن عبد العزيز الشثري وترعرع في كنف والده ووالدته وتتلمذ على والده العالم المعروف، وزامله في طلب العلم الشيخ عبد الرحمن بن جبرين وابنه الشيخ عبدالله بن جبرين، وعند انتقال والده للرياض أكمل تعليمه وتخرج في كلية الشريعة واللغة العربية بالرياض.

## أعماله
عين معلماً عام 1373هـ في المعهد العلمي بالرياض، ثم انتقل ليعمل رئيساً للشؤون الدينية في الحرس الوطني عام 1381هـ وهو من أسسها وكان رئيس الحرس الوطني حينها الأمير عبد الله قبل توليه الملك، ثم بعدها صدر أمر ملكي بتعيين ناصر الشثري مستشاراً بالديوان الملكي بمرتبة وزير عام 1399 هـ‍ واستمر في هذا المنصب حتى وفاته عام 1442هـ‍.
عاصر أربعة ملوك ابتداء من الملك خالد ثم الملك فهد ثم الملك عبد الله ثم الملك سلمان حتى أطلق عليه (مستشار الملوك).
كان معروفا بالكرم والجود، وباب منزله مشرع للناس ومفتوح لأهل الحاجات، وكان حلقة وصل بين الحاكم والمحكوم يسمع شكاواهم ويساعد في حل مشاكلهم، وكان يحنو على الضعيف ويشفع للمحتاج. وكان مجلسه عامراً بالضيوف والأمراء والعلماء والوجهاء وأصحاب الحاجات، وسفرته ممدودة يرحب بالناس ويدعوهم لمشاركته غداءه وعشاءه طوال حياته ولم يغلق بابه عن أحد.
ومن أبرز صفاته السمت الحسن والرأي الناصح والحكمة والأناة والحلم، وكان الملوك يكلفونه بحل المعضلات وإصلاح ذات البين وعتق الرقاب من القصاص ، وقد عرض عليه الملك خالد وزارة العدل ولكنه اعتذر بأنها ستشغله عن قرب الملك، وعرض عليه الملك فهد أن يكون عضوًا في هيئة كبار العلماء ولكنه رفض وقال: الموجودون من العلماء فيهم البركة والكفاءة.
وقد كان على علاقه وطيدة مع الأسرة المالكة والأمراء وخاصة الأمير سلطان والأمير مشعل والأمير نايف وغيرهم، وكان على اتصال برؤساء القبائل والوجهاء والعلماء داخل المملكة وخارجها.

## أسرته
خالد الأول وبه يكنى وقد توفي في حياة والده، الدكتور محمد، خالد، عبد الله، الدكتور سعد ، عبد الرحمن٫ الدكتور عبد العزيز، سعود٫ فيصل، تركي، نايف، فهد، سلمان، سلطان، مشاري، حمود، منصور، أحمد)
له من البنات: (نوف، بدرية، جواهر، أسماء، أروى، أضواء، فهده، نايفه، العنود، سارة، عبير.)[بحاجة لمصدر]

## وفاته
توفي في صبيحة يوم الجمعة 1 ذو القعدة 1442 هـ الموافق 11 يونيو 2021، ودفن بمقبرة العود بمدينة الرياض بعد عصر الجمعة، وقد حضر جنازته والصلاة عليه الأمراء ومفتي المملكة والعلماء ووالوجهاء وجمع غفير من الناس.

## صدر عنه
كتاب «مستشار الملوك.. معالي الشيخ ناصر بن عبدالعزيز أبوحبيب الشثري» تأليف: محمد بن ناصر الشثري. صدر عام 2023.